# Mysterious Team Bangladesh
Mysterious Team Bangladesh, spesso abbreviato in MTB, è un collettivo di hacktivisti del Bangladesh. Il gruppo afferma di proteggere il cyberspazio del proprio paese, e si dichiara responsabile di attacchi contro Israele, India e Italia, nonché contro pagine e servizi per atei o con contenuti per adulti: il gruppo, inoltre, sarebbe spinto ad attaccare da motivi politici e religiosi.

## Storia
Il gruppo criminale si è formato a metà del 2020, ma non avrebbe portato a termine alcun attacco fino alla metà del 2022. Tuttavia, la società di prevenzione di attacchi informatici Group-IB, ha dichiarato che tra giugno 2022 e agosto 2023, il gruppo abbia effettuato ben 750 attacchi DDoS e oltre 70 defacements di siti web. Generalmente, gli attacchi prendono di mira il governo, la finanza e la logistica dei paesi attaccati.
Nel dicembre 2022, una violazione portata avanti dalla compagnia di hacker ai sistemi del Central Board of Higher Education dell’India (CBHE), ha portato alla divulgazione di importanti informazioni personali di coloro registrati al sito della scuola indiana.
Nell’ottobre del 2023, il gruppo ha portato avanti numerosi attacchi DDoS: sono stati, infatti, presi di mira i siti di quattro aeroporti italiani, quello del Ministero degli affari esteri e della cooperazione internazionale e quello dell’Aeronautica Militare. Sembrerebbe tuttavia, che i malviventi non abbiano provocato danni rilevanti, ma solamente rallentato i siti web violati. Molti gli stati presi di mira dai malintenzionati, che avrebbero quindi agito poiché lo Stato italiano è a supporto di Israele nel conflitto tra Israele e Hamas.